# Вълнообразен ревен
Вълнообразният ревен (Rheum rhabarbarum) е многогодишно тревисто растение от семейство Лападови (Polygonaceae). Този вид е хибрид и се отглежда като зеленчук.

## Описание
Вълнообразният ревен е едро растение с височина до 120 см и ширина 100 см. Корените са мощни, дълбоки. Листните дръжки са дебели, ръбести, сочни, червеникави. Листата са големи, над 20 см в диаметър, закръглено яйцевидни и с неравна петура. Съцветието е разположено на висока цветоноса метлица. Напълно зимоустойчиво растение.
Може да се използва като декоративно в градини с природен ландшафт.

## Отглеждане
На слънчево място с дълбока, плодородна и влажна почва. За да се получи качествен зеленчук, е абсолютно необходимо за ревена да се полагат грижи и редовно да се полива.

## Използване
Листните дръжки се използват за храна. Те са особено популярни в Германия, напоследък се внасят в България от някои големи хранителни вериги. Растението е многогодишно и лесно за отглеждане. Дръжките се използват за гарнитура, супи, сосове, сладка, компоти. Берат се май-юни, когато са млади. После загрубяват и имат лико. Листата са отровни, тъй като съдържат оксалова киселина.